# نوواستپانوفکا
نوواستپانوفکا (به لاتین: Novostepanovka) یک منطقهٔ مسکونی در روسیه است که در استان آمور واقع شده‌است.